# Миллер, Нил Элгар
Нил Э́лгар Ми́ллер (англ. Neal Elgar Miller; 3 августа 1909, Милуоки (Висконсин) — 23 марта 2002, Хамден (Коннектикут)) — американский психолог, специалист в области поведенческой и экспериментальной психологии.
Член Национальной академии наук США (1958).

## Биография
Нил Элгар Миллер родился 3 августа 1909 года на севере США, в Милуоки, штат Висконсин. В 1931 году получил степень бакалавра в Вашингтонском университете. В 1932 году окончил магистратуру в Стенфордском университете. В том же году защитил докторскую диссертацию в Йельском университете, получив степень доктора философии по психологии.
С 1932 по 1935 год Миллер работал ассистентом в Институте человеческих отношений. В 1935-1936 годы был членом Совета по исследованиям в области социальных наук, в это же время прошёл обучающий анализ в Венском институте психоанализа, где познакомился с Кларком Халлом и Джоном Доллардом. С 1936 по 1940 год сначала преподавал, а затем занялся научными исследованиями в Институте человеческих отношений. В 1942 — 1946 годы руководил исследовательским проектом по психологии в военно-воздушных силах. В 1946 году Н. Миллер вернулся в Йельский университет, где в 1952 году получил звание профессора психологии. Там он оставался до 1966 года, когда стал преподавать психологию и возглавил лабораторию физиологической психологии Университета Рокфеллера, где в 1981 году получил звание почётного профессора.

### Участие в научных организациях
В 1961 году Н. Миллер был избран президентом Американской психологической ассоциации (АПА), в состав совета директоров которой он входил с 1960 года. В 1965 году он был назначен председателем сектора психологии Национальной академии наук США. Н. Миллер также возглавлял Американское неврологическое общество и Американское общество по изучению биологической обратной связи, а также Академию поведенческой медицины, которую и основал в 1978 году.

### Награды и премии
За свой научный вклад Н. Миллер в 1957 году был удостоен медали Уоррена Общества экспериментальных психологов. В 1964 году он был награждён Национальной научной медалью США, врученной ему президентом Линдоном Джонсоном. В 1959 году он был удостоен премии Американской психологической ассоциации «За выдающийся научный вклад в психологию», в 1983 году он получил награду «За выдающиеся профессиональные достижения», а в 1991 году — награду «За выдающийся вклад в психологию, сделанный в течение жизни». Н. Миллер также является обладателем Президентской медали Американского неврологического общества.

### Брак и семья
Н. Миллер был женат дважды. Его первая жена Мэрион Э. Эдвардс скончалась в 1997 году. Со своей второй супругой Джейн Шеплер он прожил до самой своей смерти 23-го марта 2002 года.

## Научная деятельность
Ранние исследования Н. Миллера были сосредоточены в области поведенческой психологии. Он попытался приложить основные понятия бихевиористской концепции научения к анализу проблем мотивации, агрессии и фрустрации, конфликта, психотерапии. С середины 50-х годов Н. Миллер заинтересовался физиологическими механизмами, стоящими за влечениями, подкреплениями и связанными с ними феноменами. Большое место в его исследованиях занимают вопросы электрофизиологии мозга и психофармакологии.
Н. Миллер активно сотрудничал с Джоном Доллардом. Так, их совместные исследования показали, что агрессия имеет социальную природу. В книге «Фрустрация и агрессия», написанной в соавторстве, учёные, объясняя агрессию, используют психоаналитическое понимание природы потребностей. Организм стремится к удовольствию, не получает его, затем наступает фрустрация, что в свою очередь ведёт к накапливанию агрессивных импульсов. Агрессия взрослых является результатом детских фрустраций и плохого воспитания. В другом общем труде под названием «Социальное научение и подражание» Н. Миллер и Д. Доллард попытались приложить теорию К. Халла к личности и социальной психологии. Наконец, в своем исследовании «Личность и психотерапия» учёные предприняли попытку объединить все достижения теории научения, почерпнутные ими из работ Павлова, Халла и других психологов, с достижениями психоанализа, содержащимися в трудах Фрейда. В этой книге они стремились приложить общие принципы научения к сложным феноменам личностного функционирования, к невротическому поведению и к психотерапии. Эта работа была интересна тем, что в ней была сделана попытка приложить теорию научения к клиническим феноменам. Однако в отличие от подходов современных специалистов по модификации поведения применение теории научения само по себе не привело к созданию новых терапевтических техник.
Н. Миллер внёс значительный вклад в разработку метода биологической обратной связи, который по сути представляет собой обучение произвольному управлению физиологическими процессами организма, такими, как частота сердечных сокращений и кровяное давление. Учёный провёл ряд экспериментов с животными, в частности с крысами, которые сводились к следующему. Для крысы искусственно создавалась безвыходная ситуация, в которой получить удовольствие она могла единственным способом, например, замедляя ритм сердца. Сначала крыса получала награду  за случайное замедление ритма сердца. За этим следовала награда, что вызывало волнение, при котором ритм сердца то ускорялся, то замедлялся, и происходил поиск способа вновь получить награду. При каждом очередном замедлении сердечного ритма следовало новое вознаграждение. Формировалась связь, между событием замедления  сердца и эффектом ведущим к удовольствию через награду. В дальнейшем крыса замедляла ритм автоматически, стоило возникнуть ожиданию эффекта получения удовольствия. Н. Миллер обучил крысу добывать себе такого рода удовольствие, используя в качестве инструментального средства функционирование внутренних органов: кишечника, почек, слюнных желез. Однако позже результаты были поставлены под сомнение, так как  не удалось воспроизвести наблюдаемые первоначально эффекты.

### Экспериментальная психология и проблема защиты животных
Н. Миллер поставил серию экспериментов на животных, что не могло не привлечь внимания соответствующих правозащитных организаций.

В своей работе «Значение исследования поведения с использованием животных» Н. Миллер заявил, что активисты защиты животных сильно переоценивают вред, наносимый животным при психологических исследованиях. Эти исследования, помимо того, что приносят заметную пользу человечеству, также приносят пользу и самим животным. Говоря о проблеме причиняемого вреда, Миллер привёл в пример исследование Койла и Миллера, в котором изучались последствия опубликования в журналах Американской психологической ассоциации 608 исследований (за 5 лет) и в ходе которого не было обнаружено ни одного случая протеста против жестокого обращения со стороны активистов защиты животных. Изучение таких выступлений протеста показало, что по крайней мере некоторые из мнимых случаев «жестокого обращения» никак не могли быть таковыми, а лишь казались из-за особенностей языка, использованного в описании. Например, Койл и Миллер процитировали несколько ложных заявлений, найденных в активистской литературе: 
Животных лишают еды и воды, они страдают, а потом умирают от голода и жажды.
 Очевидно, что источником здесь явилась информация об обычных лабораторных экспериментах по формированию условных рефлексов, в которых животных лишали еды на 24 часа, после чего еду использовали как стимул для участия животных в процедуре исследования. Трудно назвать это жестоким отношением, принимая во внимание, что ветеринары рекомендуют кормить некоторых собак только один раз в день.
Н. Миллер также заявил, что во время исследований вред причиняется животным очень редко, что такие ситуации возможны, только если они оправданы приносимой экспериментами пользой, распространяющейся как на людей, так и на животных, и при этом невозможно использовать менее болезненные процедуры. В своей статье, опубликованной в 1985 году, он отметил, что из многочисленных исследований по формированию условных рефлексов можно не только почерпнуть обширную информацию об общих принципах обучения, но, кроме того, результаты этих исследований непосредственно применимы для решения человеческих проблем. В качестве примера можно указать устройство, разработанное и применённое Орвалом Хобартом Маурером в 1938 году для лечения энуреза. Оно было разработано на основе классических работ по выработке условных рефлексов у собак Павлова. Обучающие машины и некоторые виды поведенческой терапии также основаны на принципах формирования условных рефлексов. Под влиянием исследований с животными сформировалась поведенческая медицина, использующая поведенческие принципы в традиционной терапии. Поведенческие методики, например метод биологической обратной связи, могут применяться для лечения широкого круга заболеваний, начиная с головной боли и гипертонии и заканчивая последствиями инсульта.
Н. Миллер указал, что исследования с участием животных приносят пользу самим животным. Медицинские исследования значительно повышают качество ветеринарной помощи, а исследования поведения улучшают жизнь различных видов в целом. Изучение психологами поведения животных привело к улучшению условий их содержания в зоопарках, помогло выработать способы борьбы с вредителями без применения химикатов и основанные на формировании отрицательного условного рефлекса способы отражения нападений койотов на овец, заменившие уничтожение хищников. Исследование поведения может помочь даже охране вымирающих видов. Н. Миллер привёл в пример импринтинг — особенность птенцов различных видов птиц, заключающуюся в следовании за первым увиденным движущимся объектом (обычно за матерью). Изучение импринтинга привело к тому, что вылупившимся в инкубаторах птенцам кондора стали показывать куклу, напоминающую взрослого кондора, вместо того чтобы разрешать следовать за ухаживающим человеком. Это облегчило процесс адаптации к естественной среде обитания выращенным в инкубаторе птицам и значительно увеличило выживаемость птенцов видов, находящихся под угрозой вымирания.
Ещё одно замечание Н. Миллера об использовании животных в психологических исследованиях касается того, что, несмотря на выступления некоторых групп защиты животных, большинство людей считают исследования с животными весьма полезными. Так, опросы психологов и студентов старших курсов психологических факультетов показали, что хотя животные испытывают боль или умирают в конце эксперимента, большинство опрошенных считают, что психологические исследования с участием животных не только оправданы, но и необходимы. Эту точку зрения разделяют студенты и других специальностей. Более того, за последние годы, несмотря на давление организаций по защите животных, в использовании животных психологами-экспериментаторами по сути ничего не изменилось. И хотя ряд учебных заведений, ранее имевших лаборатории для исследований с использованием животных, отказались от них, такой спад обусловлен не давлением защитников прав животных, а изменением исследовательских интересов и стоимостью экспериментов.

## Труды
Н. Миллер является автором 8 книг и более 300 статей.

### Издания на английском языке
Книги
- Frustration and Aggression. — L., 1944.
- Social Learning and Imitation. Yale Univ. Press, New Haven (1964) (with J. Dollard)
- Personality and Psychotherapy. — N. Y., 1950 (with J. Dollard)
- Graphic Communication and the Crisis in Education
- Selected Papers on Learning, Motivation and Their Physiological Mechanisms. MW Books, Chicago, Aldine, Atherton, 1971. ISBN 0-202-25038-5
- Conflict, Displacement, Learned Drives and Theory. Aldine, ISBN 978-0-202-36142-0
- The Value of Behavioral Research on Animals, 1985

Статьи
- Minor studies in aggression: The influence of frustrations imposed by the in-group on attitudes expressed by the out-group. (with R. Bugelski), Journal of Psychology, 25, 1948. — рр. 437—442

### Издания на русском языке
- Приобретенные побуждения и подкрепления //Экспериментальная психология. — М., 1960. — т. 1.
- Исследование физиологических механизмов мотивации // Вопросы психологии. — 1961. — № 4.